# Empire (tidning)
Empire är en brittisk filmtidning som ges ut en gång i månaden sedan juli 1989. Tidningen består av flera olika slags artiklar såsom recensioner, intervjuer, krönikor och insändare. Filmkritikern Kim Newman har en egen guide till nyutgivna skräckfilmer på DVD. Hans guide kallas för "Kim Newman's Video Dungeon".